# Youngiomyces stratosus
Youngiomyces stratosus är en svampart som först beskrevs av Trappe, Gerd. & Fogel, och fick sitt nu gällande namn av Y.J. Yao 1995. Youngiomyces stratosus ingår i släktet Youngiomyces och familjen Endogonaceae.   Inga underarter finns listade i Catalogue of Life.